# Wolborough
Wolborough – osada w Anglii, w Devon. Leży 23,2 km od miasta Exeter, 40,8 km od miasta Plymouth i 271 km od Londynu. W 1951 roku civil parish liczyła 8517 mieszkańców. Wolborough jest wspomniana w Domesday Book (1086) jako Ulveberie/Olveberia.